# Amsterdams impressionisme

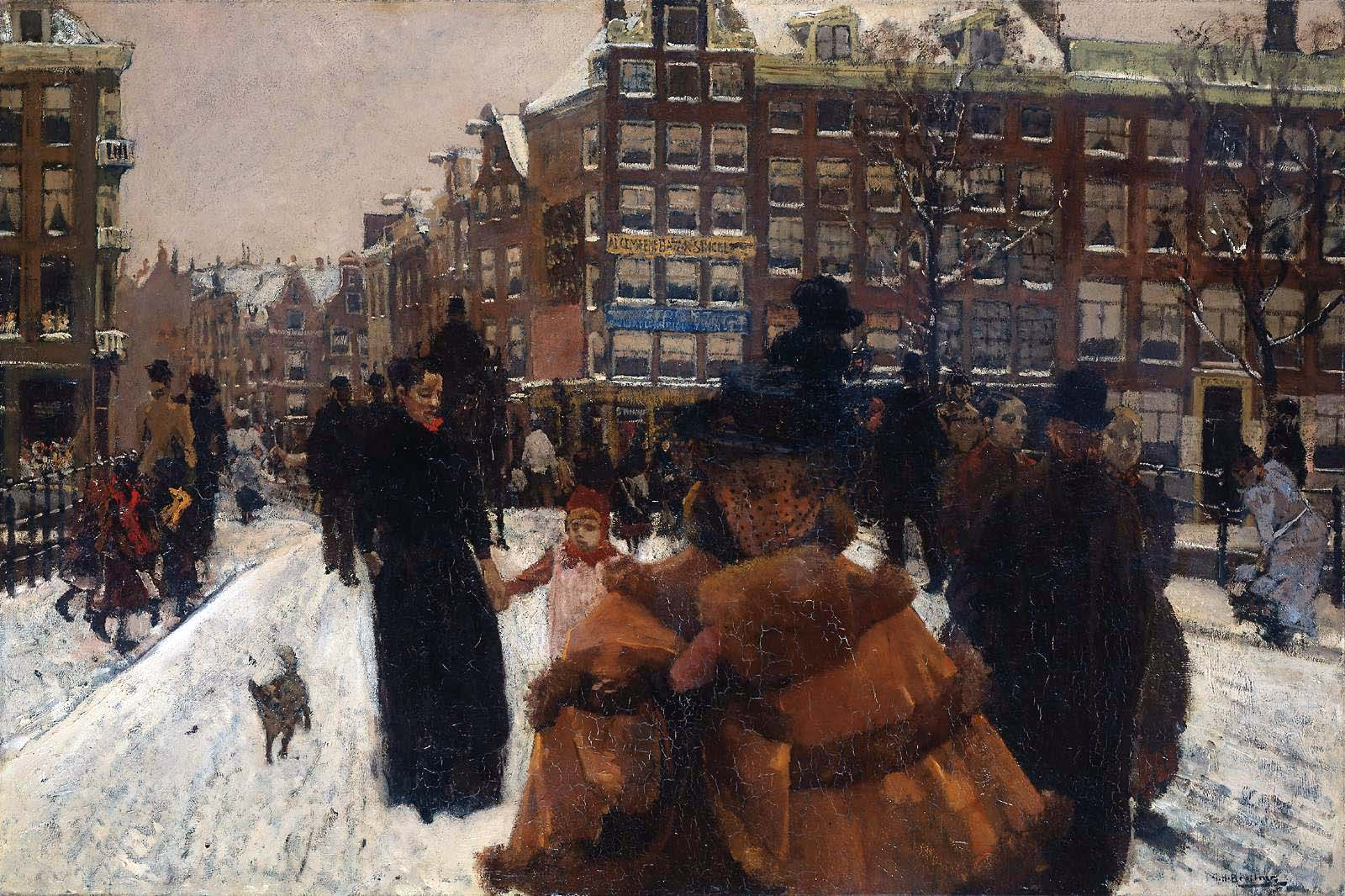
George Hendrik Breitner: De Singelbrug bij de Paleisstraat in Amsterdam, 1896-1898

Het Amsterdams impressionisme is een laat-negentiende-eeuwse kunststroming.
In het Haagse atelier van Willem Maris werkte in 1880 de toen twintigjarige George Breitner. Het jaar daarop hielp hij Hendrik Willem Mesdag bij het schilderen van het bekende Panorama Mesdag in Scheveningen. Na een korte opleiding bij Fernand Cormon in Parijs werd hij leerling van August Allebé in Amsterdam. Het Franse en het Haagse impressionisme waren dus zijn basis. Hij zou bekend blijven als de schilder van het impressionisme noir en ingevolge zijn belangstelling voor de naturalistische literatuur als de Zola van Amsterdam.
Andere Amsterdamse impressionisten waren Floris Verster, Isaac Israëls, Willem Bastiaan Tholen, Kees Heynsius, Willem de Zwart, Willem Witsen, Marie Henri Mackenzie en Jan Toorop, die vriendschap sloot met de Belgische schilder James Ensor en medestichter werd van de Brusselse Les Vingt. Verder kunnen in dit verband ook nog de Amsterdamse Joffers genoemd worden.
Deze Amsterdamse schilders onderscheidden zich van de Haagse en Larense Scholen vooral door hun onderwerpkeuze, die op het grootstedelijke leven was gericht.